# Sklepní světlík
Sklepní světlík (jinak též nazývaný termínem anglický dvorek) je stavebně–konstrukční řešení prostoru před oknem „zakopaným pod zem“. Jedná se o praktické řešení problému jak zajistit přívod světla a vzduchu do okna (ve sklepě nebo sníženém přízemí) umístěného pod úrovní okolního terénu.

## Úskalí anglických dvorků
Myšlenka přivést denní světlo a čerstvý vzduch oknem směřujícím do sklepního světlíku (anglického dvorku) není nikterak nová ani ojedinělá. Je ale současně záludná tím, že s sebou přináší možné problémy postihující nejen samotný prostor k oknům přináležející, ale i problém, jenž se může nežádoucím způsobem promítnout postupem doby do celého objektu.

### Odvodnění
Odvod dešťové (i jiné) nežádoucí vody se realizuje trojím možným způsobem:
- drenážní (kanálové) funguje tak, že jednou odtokovou trubkou jsou spojeny všechny anglické dvorky a sem je sveden vyspádovaný odtok z každého dvorku;[1]
- samostatnou odtokovou šachtou napojenou na kanalizační systém může být odvodňován každý jednotlivý dvorek samostatně;[1]
- nejméně častý je vsakovací drenážní systém umístěný ve spodku dvorku. Ten je tvořen drenážní vrstvou štěrku a hlíny.[1]

Ať je použito jakékoliv předchozí řešení, musí být dolní hrana anglického dvorku minimálně 15 cm pod úrovní souvisejícího podlaží a pode dnem dvorku musí být vždy udusaná vrstva štěrku pro nouzové odvodnění případných průsaků. Pečlivá hydroizolace anglického dvorku je samozřejmostí. Anglický dvorek zhotovený z betonu se nesmí přímo bez důkladné izolace přimykat k obvodové zdi objektu. Nedostatečné odvodněni anglického dvorku ve svahu může způsobit stav, že podzemní voda vytvoří přílišný tlak na drenážní trubky a v případě déletrvajících dešťů může z vodou nasycené půdy vzniknout v drenážním systému přebytek vody. Ten pak může v anglickém dvorku vytvořit „bazének“.

### Zastřešení
Pokud stavební dispozice dovolí, je vhodné sklepní světlík zastřešit, ale požární předpisy požadují, aby z každého takového okna byl možný rychlý únik před požárem. To je doprovázeno i požadavkem, kdy okno i zastřešení dvorku musí být jednoduše otevíratelné bez zámků.

## Možné řešení

### Skořepina
Firmy obchodující se stavebními materiály a prefabrikovanými díly pro stavaře dodávají plastové komplety sklepních světlíků standardně definovaných rozměrů zhotovené například z polypropylénu zesíleného skelnými vlákny. Takovýto díl má dokonale hladký povrch (to zajišťuje samočisticí efekt), velký průřez pro vstup světla a extrémně bílou barvu (odolnou proti UV záření), což zajišťuje jeho maximální odrazivost směrem do oken suterénních prostor (garáže, sklepy, haly, zemědělské objekty, apod.). Výrobce obvykle garantuje tvarovou stálost a nepropustnost (půdní vlhkosti) skořepiny anglického dvorku.

### Instalace
Skořepiny anglických dvorků je možno spojovat pomocí šroubů se všemi druhy stěn objektu. Při instalaci plastového kompletu anglického dvorku je třeba dodržet pokyny a doporučení konkrétního výrobce, který může naopak požadovat, aby skořepina byla k obvodovým zdem objektu připevněna pružně a zatmelena pružným tmelem.

### Krycí rošt
Shora je sklepní světlík chráněn krycím roštem, který je samozřejmě pochozí, ale častěji je odolný i vůči namátkovému přejezdu koly osobního automobilu. Rošt je zajištěn pojistkou proti nedovolenému vyjmutí ze světlíku (bezpečností prvek proti vloupání). Konstrukčně je díl světlíku navržen a dimenzován tak, že vertikální zatížení na horní mříž se přes kotevní místa rozkládá do celé propylenové skořepiny světlíku.

### Odvod vody
Kromě žádoucího světla proniká shora krycí mříží do světlíku také nežádoucí srážková (dešťová) voda. Ta je pak v nejnižším místě světlíku (skořepiny) odváděna do normovaného otvoru, jenž může být osazen zápachovou uzávěrou a košem na hrubé nečistoty. Některé sklepní světlíky se konstruují tak, že je lze utěsnit i proti tlakové vodě (pro případ kropení pozemku vodou ze zahradní hadice).

## Fotogalerie

Anglické dvorky
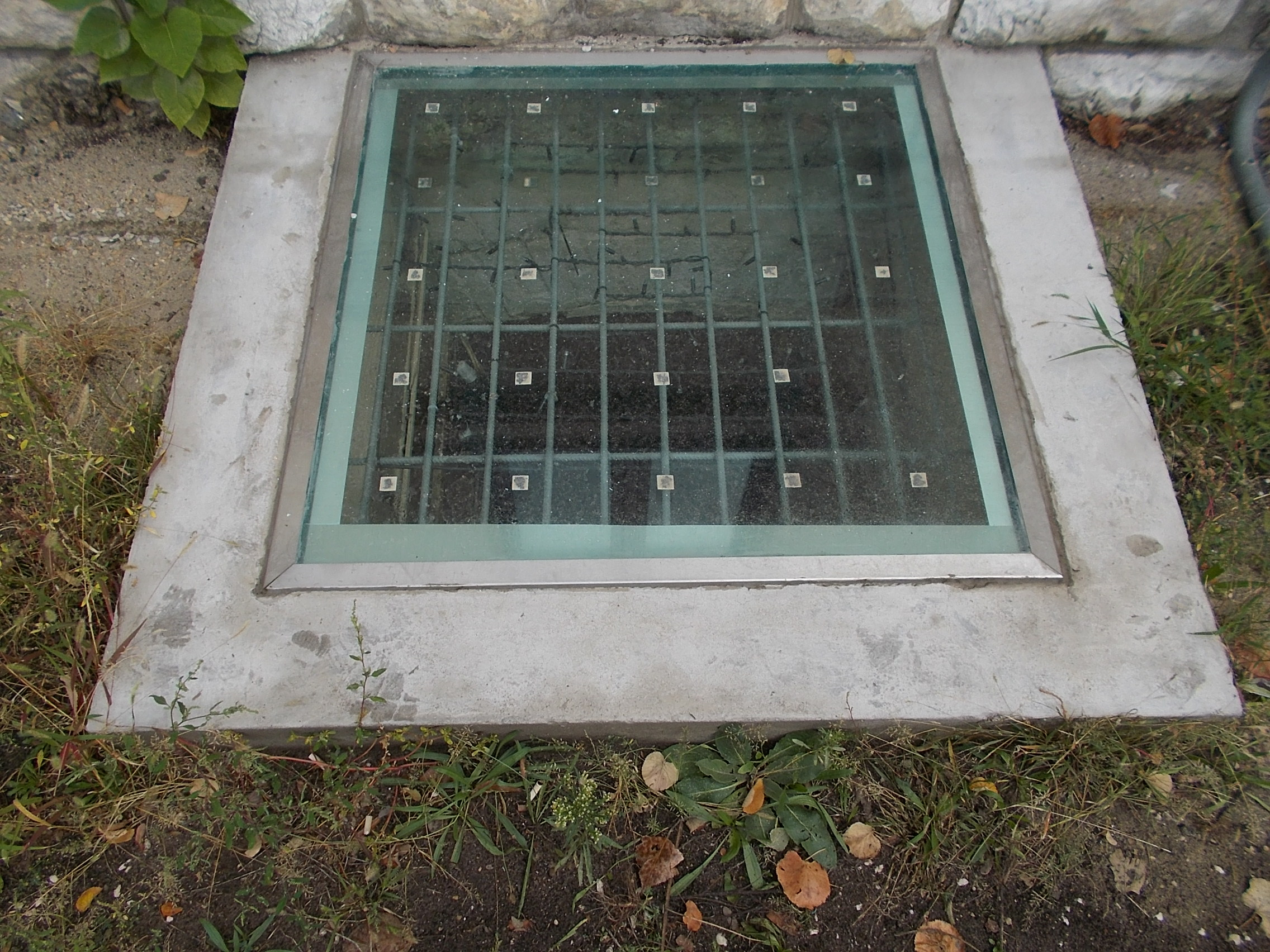
Sklepní světlík
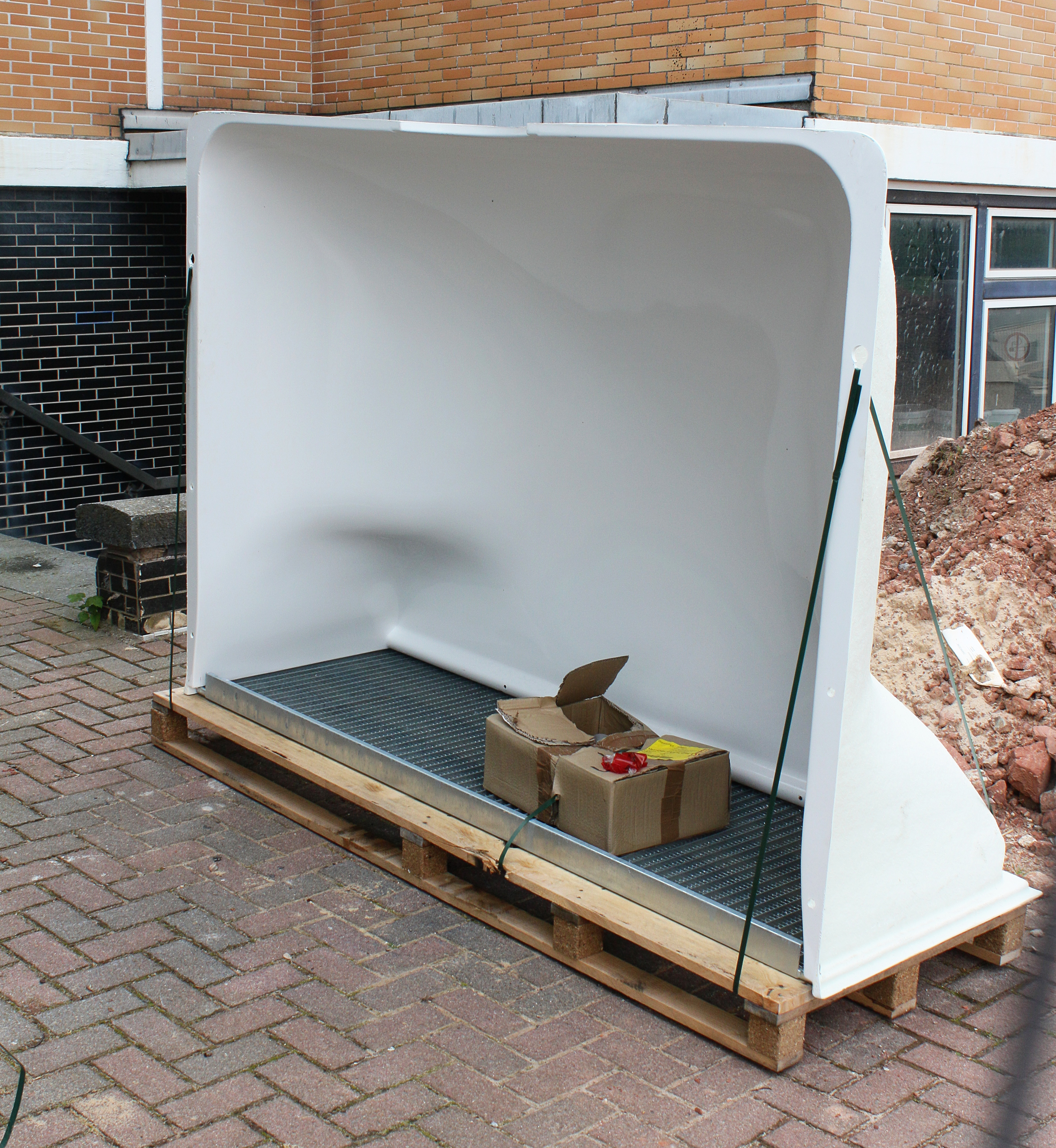
Plastový komplet
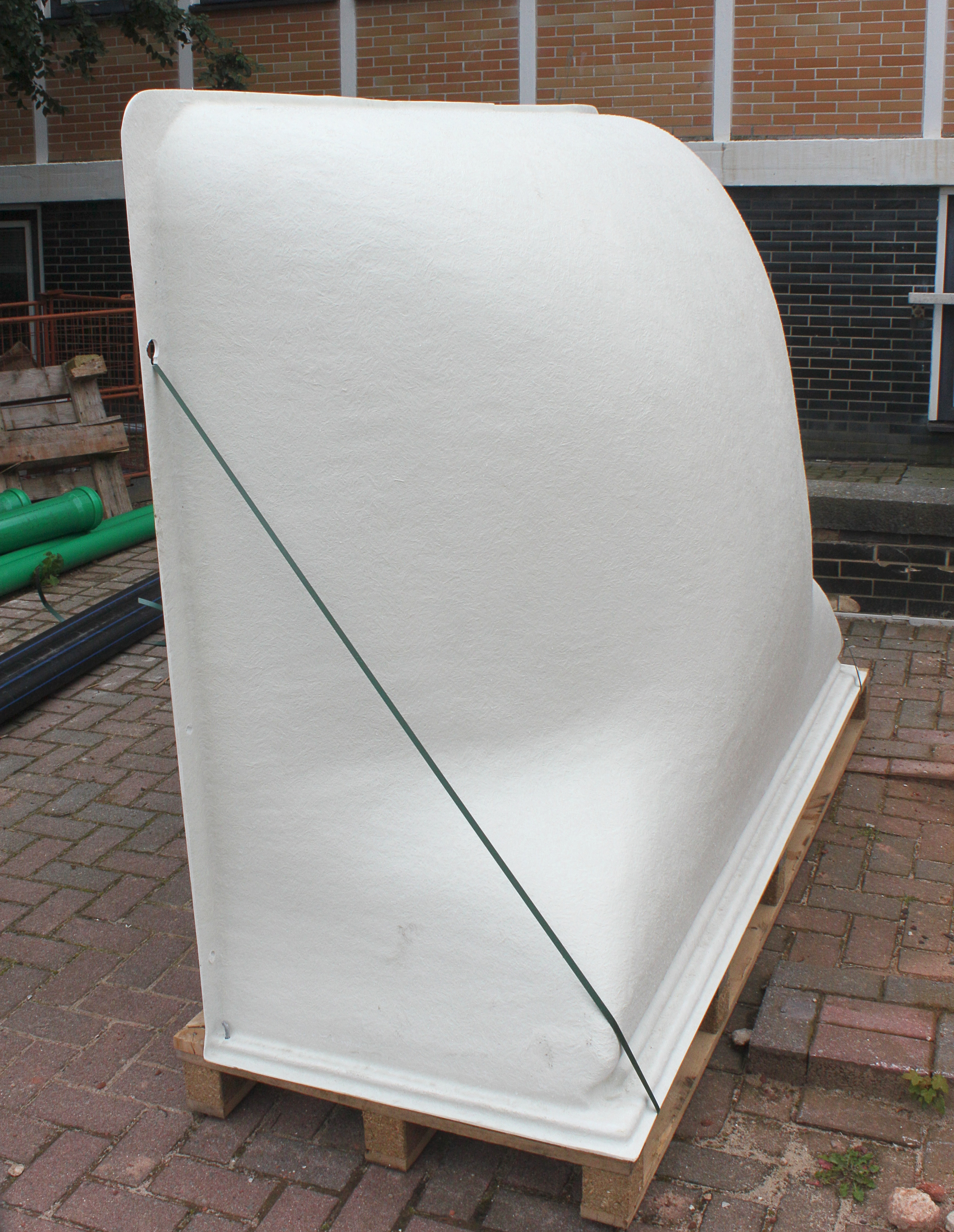
Skořepina plastového kompletu